# Trò chơi với bàn cờ

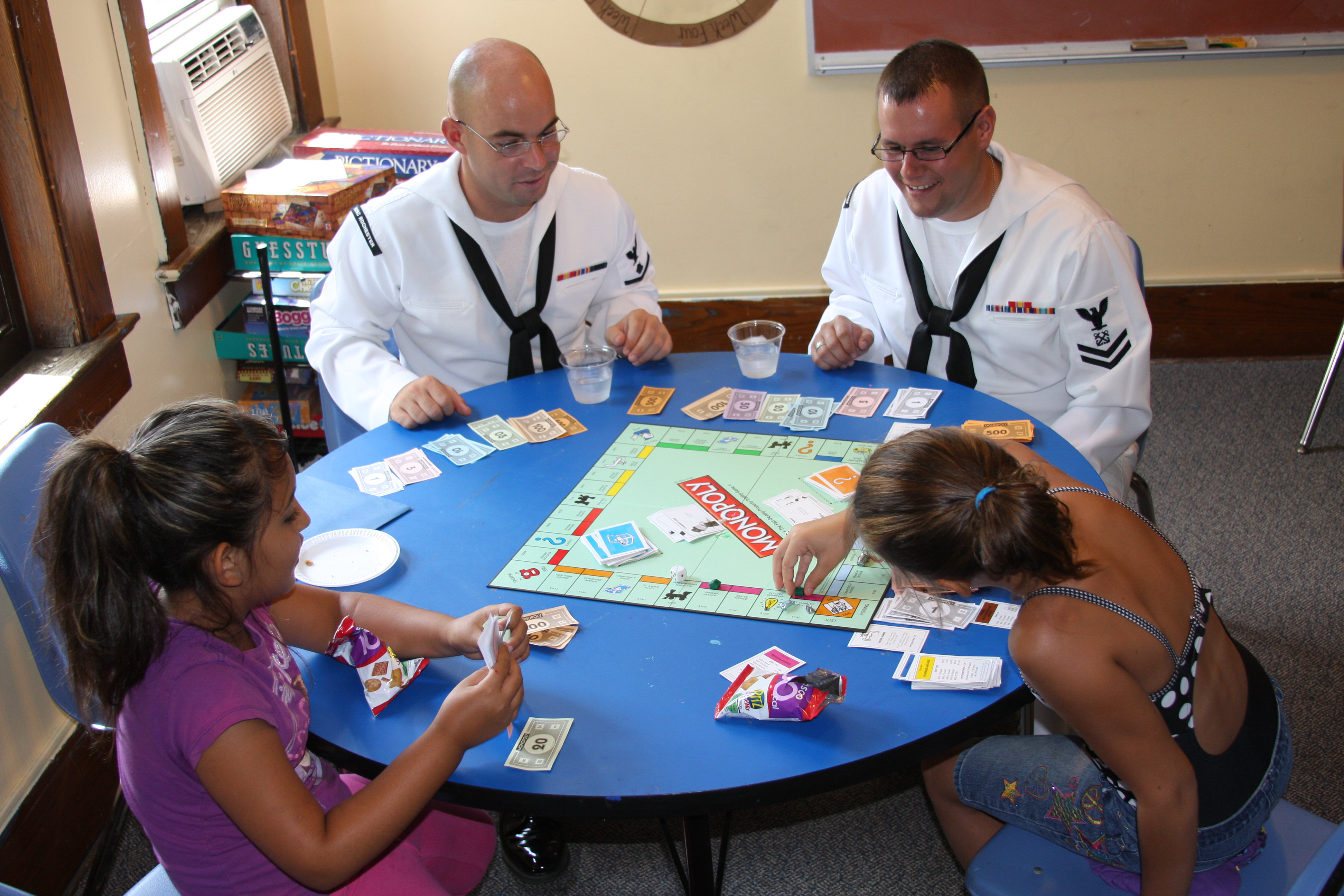
Trò chơi bàn cờ Monopoly được cấp phép tại 103 quốc gia và được in ra 37 ngôn ngữ.

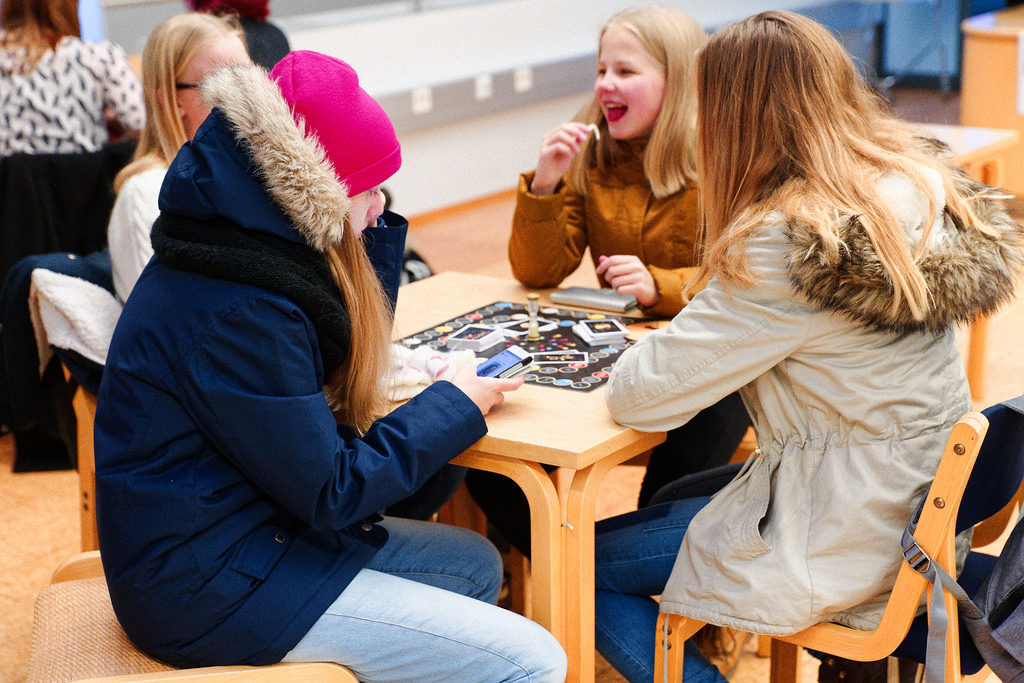
Các cô gái trẻ chơi trò chơi bàn cờ trong thư viện Iisalmi năm 2016.

Trò chơi bàn cờ (tiếng Anh: board game) là một trò chơi trên bàn, gồm các quân trên bàn được cho di chuyển hoặc đặt trên một bề mặt phẳng hay bảng được đánh dấu sẵn (bề mặt chơi) và thường bao gồm các yếu tố của trò chơi trên bàn, thẻ bài, nhập vai và trò chơi thu nhỏ.
Hầu hết là sự cạnh tranh giữa hai hoặc nhiều người chơi. Trong cờ caro, một người chơi sẽ thắng sau khi bắt tất cả các quân đối lập, trong khi trò Eurogame thường kết thúc bằng phép tính điểm số cuối cùng. Pandemic là một trò chơi bàn cờ hợp tác trong đó người chơi thắng hoặc thua với tư cách là một đội và trò chơi cắm cọc (peg solitaire) là một trò chơi giải đố dành cho một người.
Có nhiều loại trò chơi theo nhóm. Việc thể hiện các tình huống thực tế của chúng có thể bắt nguồn từ việc không có chủ đề cố định, chẳng hạn như cờ đam, đến các loại có chủ đề và câu chuyện cụ thể, chẳng hạn như Cluedo (trò chơi giải vụ án). Các quy tắc có thể từ rất đơn giản, chẳng hạn như trong Snakes and Ladders; đến phức tạp sâu sắc, như trong Advanced Squad Leader.
Thời gian cần thiết để học hay thành thục trò chơi rất khác nhau giữa các trò chơi, và không nhất thiết tương quan với số lượng hay sự phức tạp của luật chơi; những trò chơi như cờ vua hay cờ vây có luật chơi tương đối đơn giản, nhưng rất có chiều sâu chiến lược.
Một số ví dụ của trò chơi bàn cờ:
- Cờ caro
- Cờ vua
- Cờ vây
- Cờ tướng
- Cờ úp
- Cờ thế
- Cờ cá ngựa
- Monopoly
- Cờ đam
- Mancala
- Ô ăn quan

## Lịch sử

### Trò chơi bàn cờ thời cổ đại

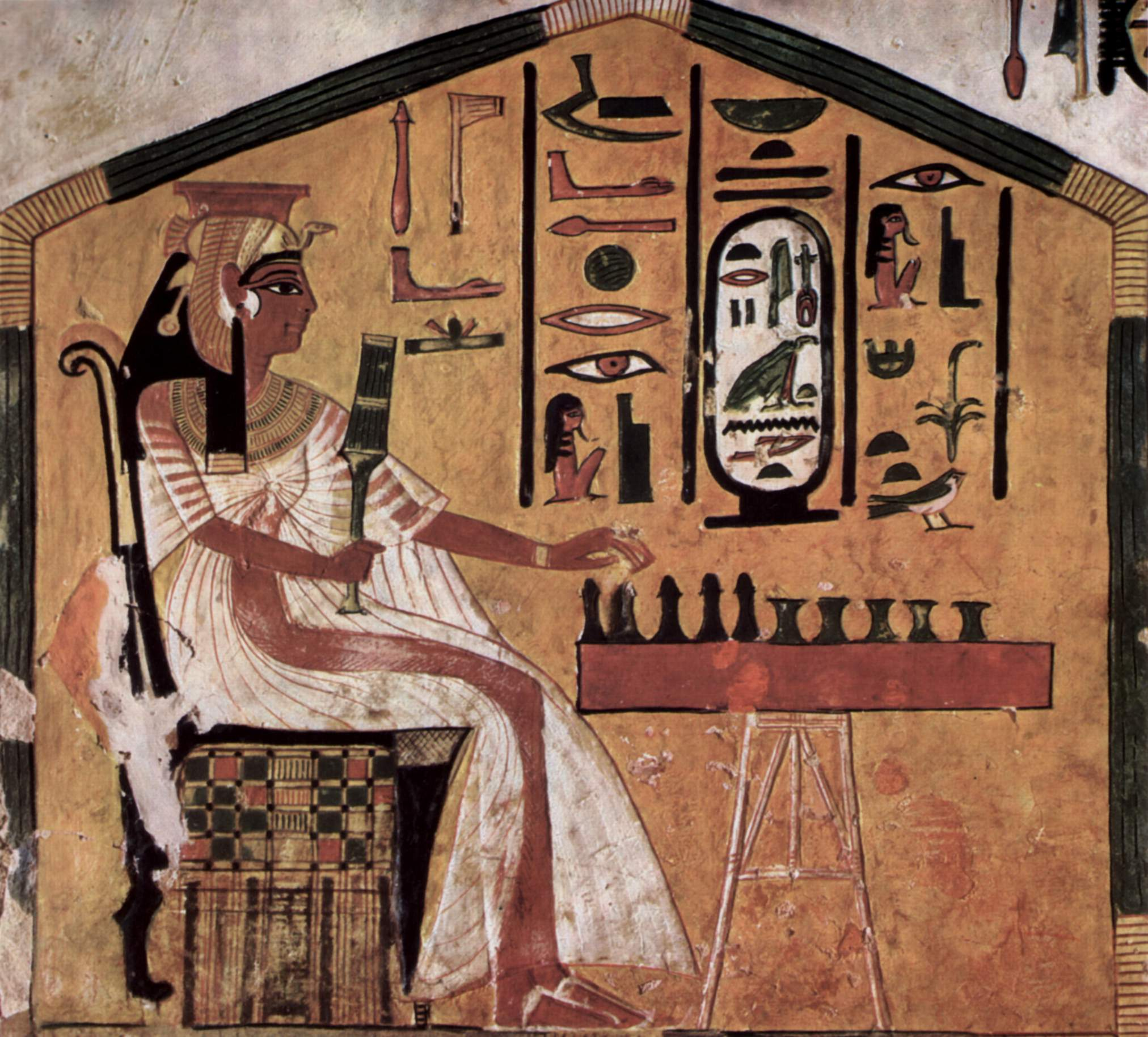
Senet là một trong những trò chơi bàn cờ cổ đại nhất.
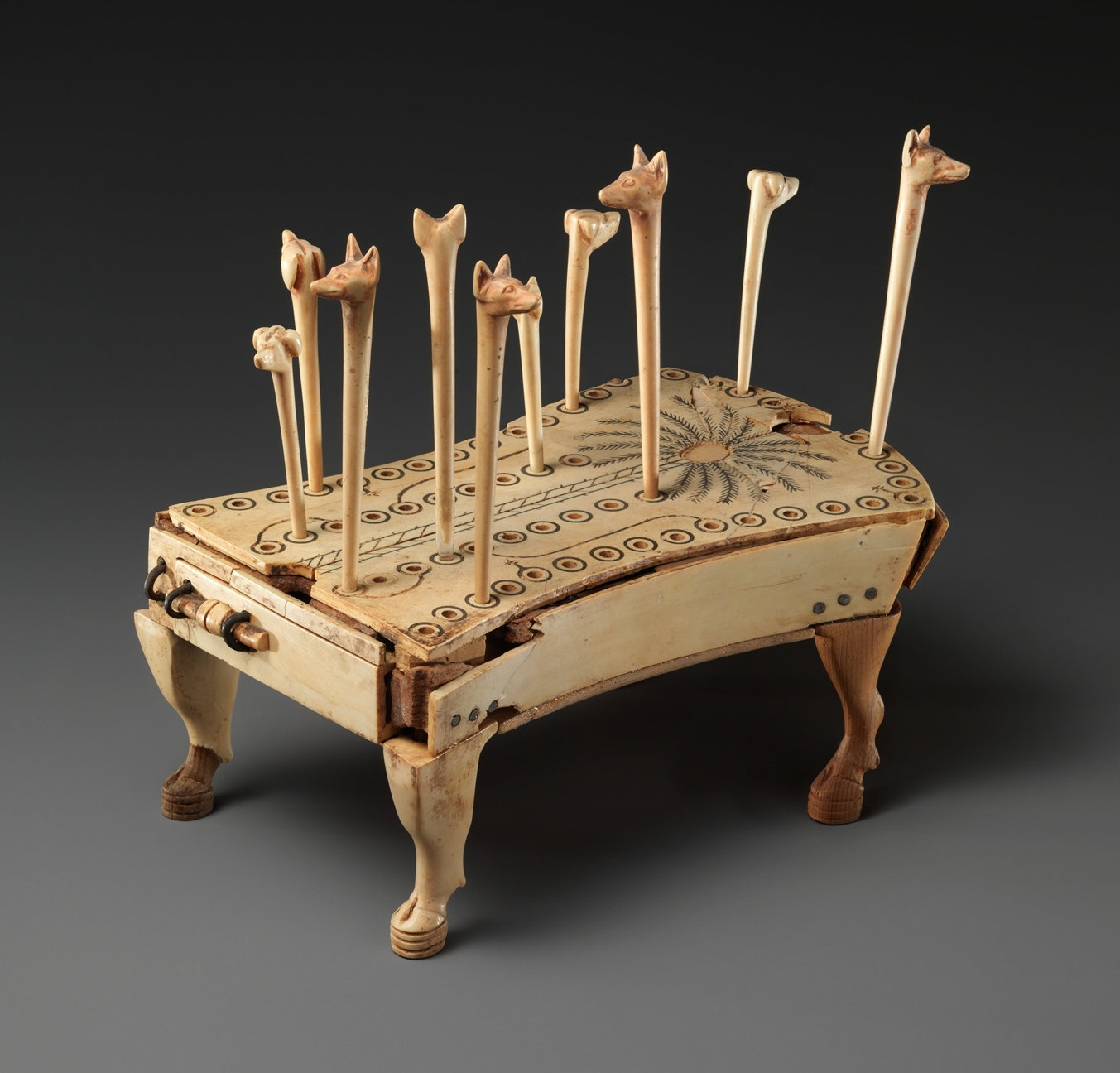
Hounds and Jackals (Vương triều thứ Mười Ba của Ai Cập)
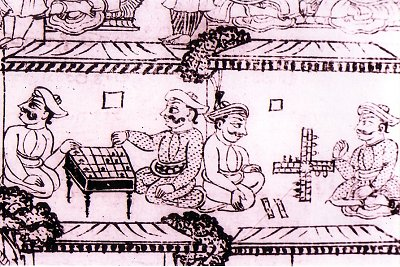
Men Playing Board Games, từ The Sougandhika Parinaya Manuscript
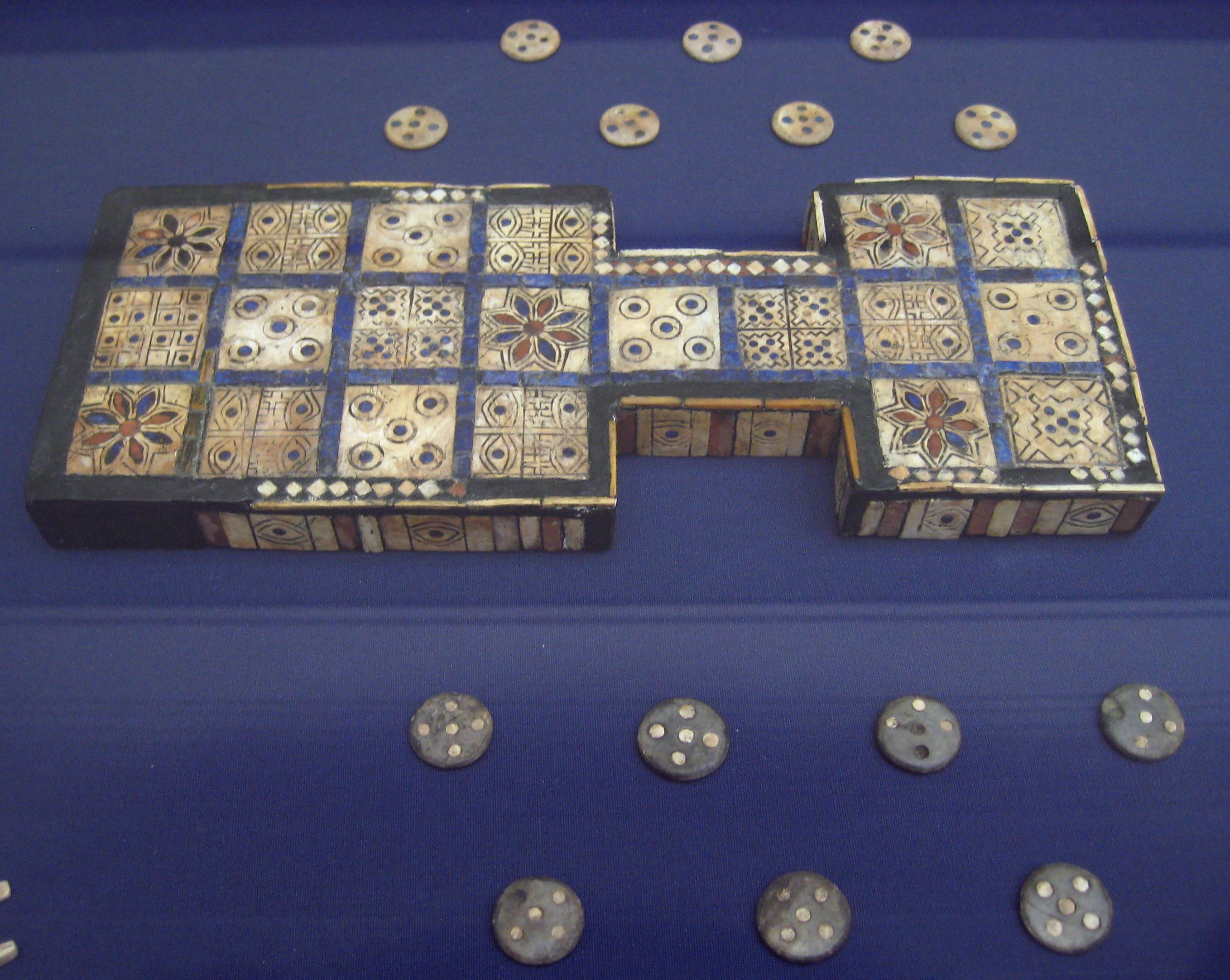
Royal Game of Ur, miền nam Iraq, khoảng 2600-2400 TCN
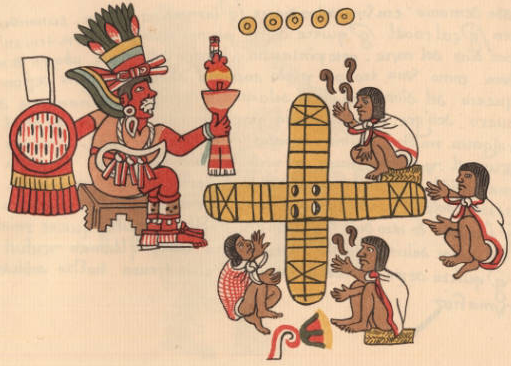
Macuilxochitl đang theo dõi trò chơi Patolli như được mô tả trên trang 048 của Codex Magliabechiano
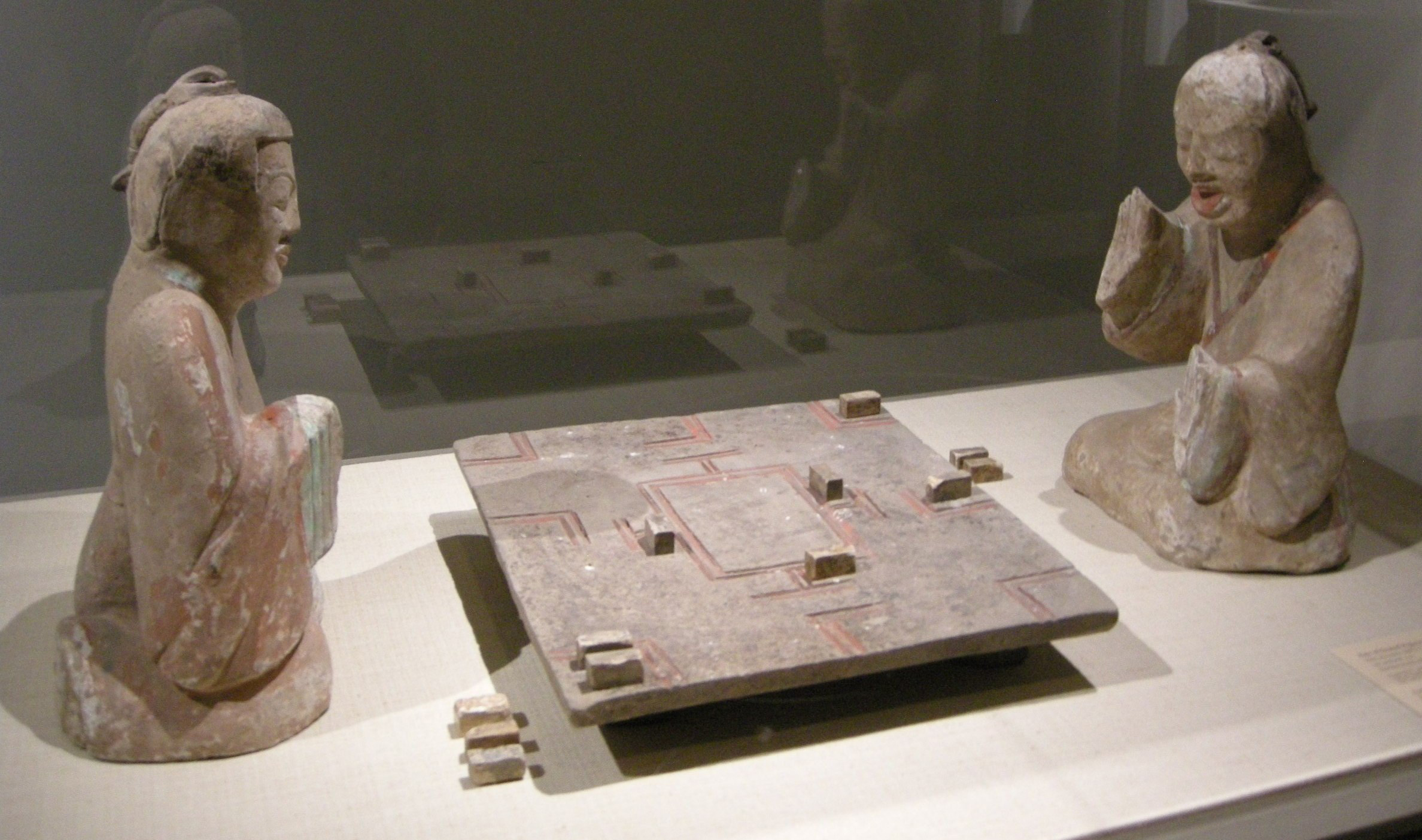
Những bức tượng trong lăng mộ thể hiện hai người đàn ông đang chơi trò chơi liubo, triều đại nhà Hán
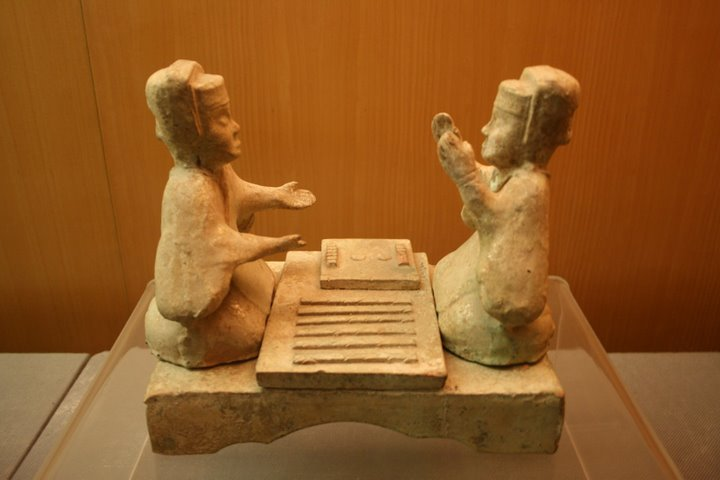
Các bức tượng nhỏ bằng gốm tráng men thời nhà Hán thể hiện việc đang chơi trò Liubo, với sáu cây gậy được đặt ở một bên của bảng trò chơi

### Châu Âu

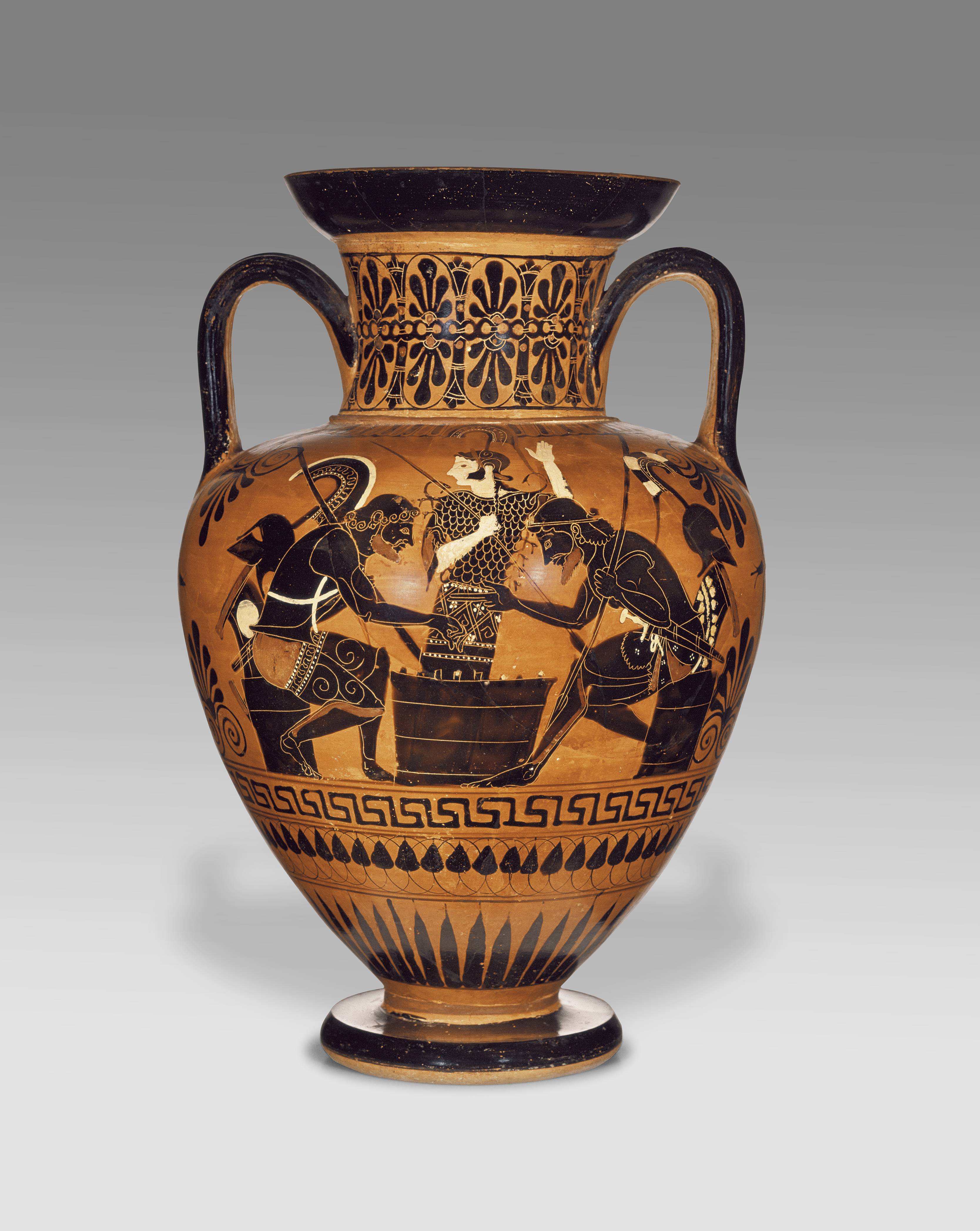
Athena đang giám sát Achilles và Ajax chơi board game, Attic Black-figure Neck Amphora, năm 510 TCN
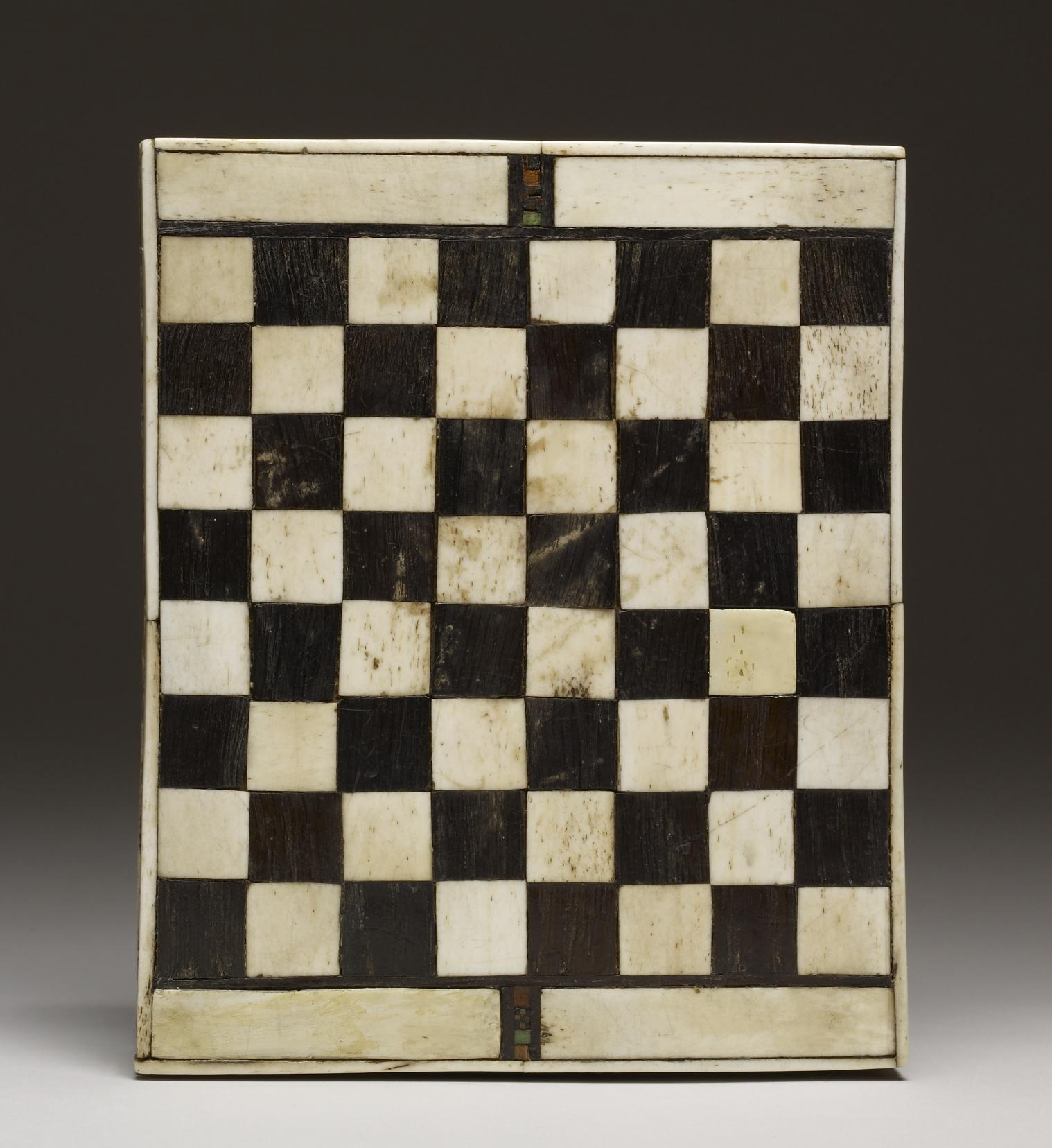
Box for Board Games, c. thế kỷ 15th, Bảo tàng Nghệ thuật Walters
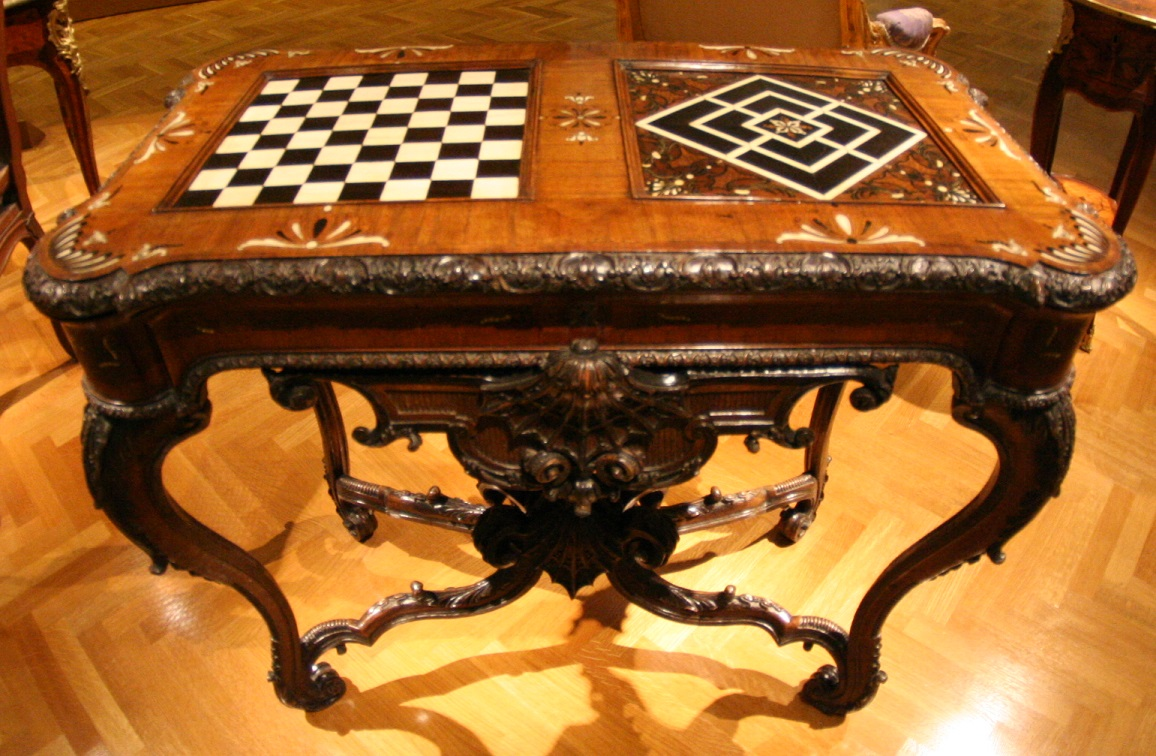
Bàn chơi trò chơi sơ khai (nước Đức, năm 1735) có cờ vua/cờ đam (trái) và cờ chín tướng morris (phải)
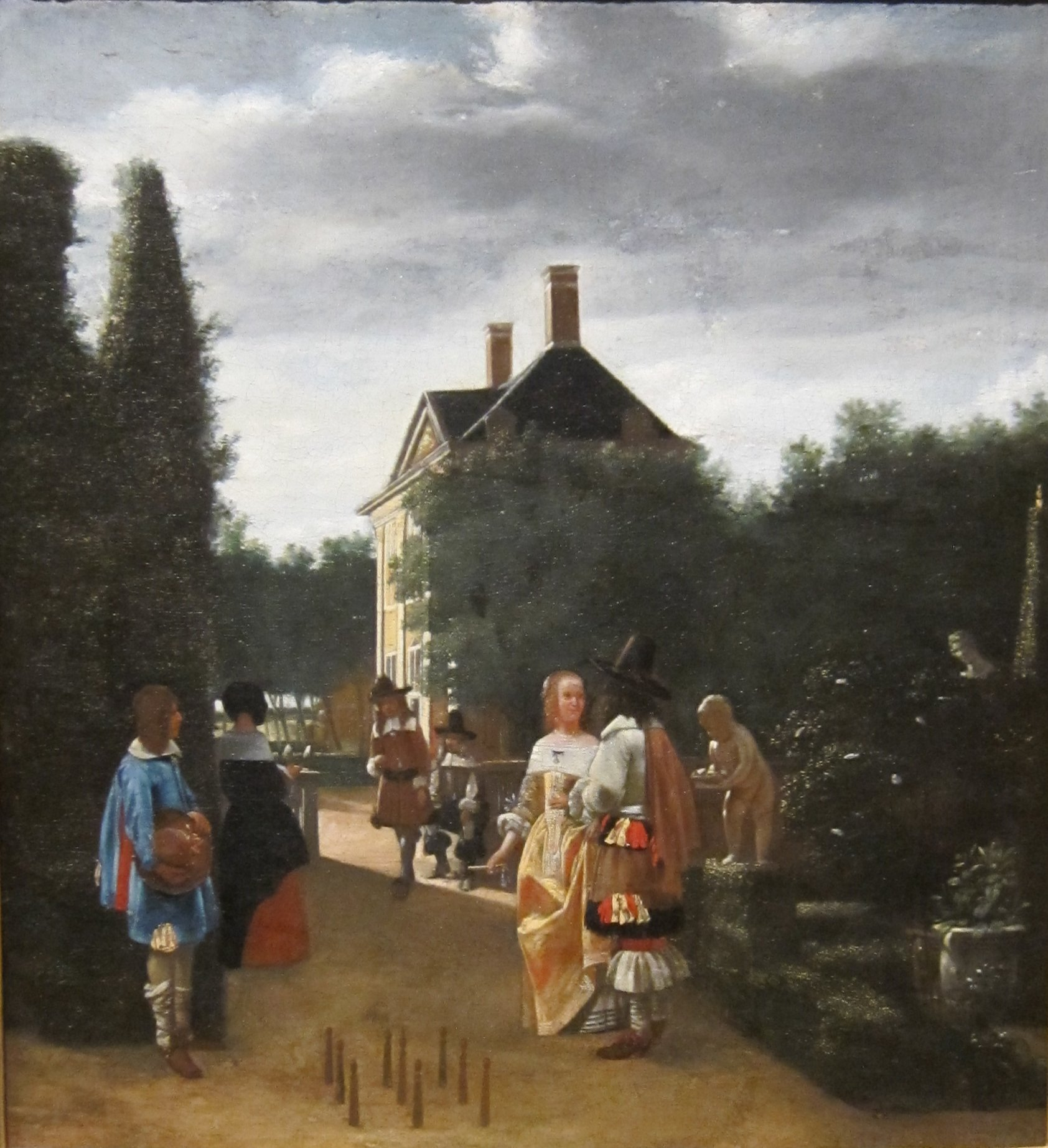
'Game of Skittles', bản sao bức tranh của Pieter de Hooch năm 1660-68 trong Bảo tàng Nghệ thuật Saint Louis

### Hoa Kỳ

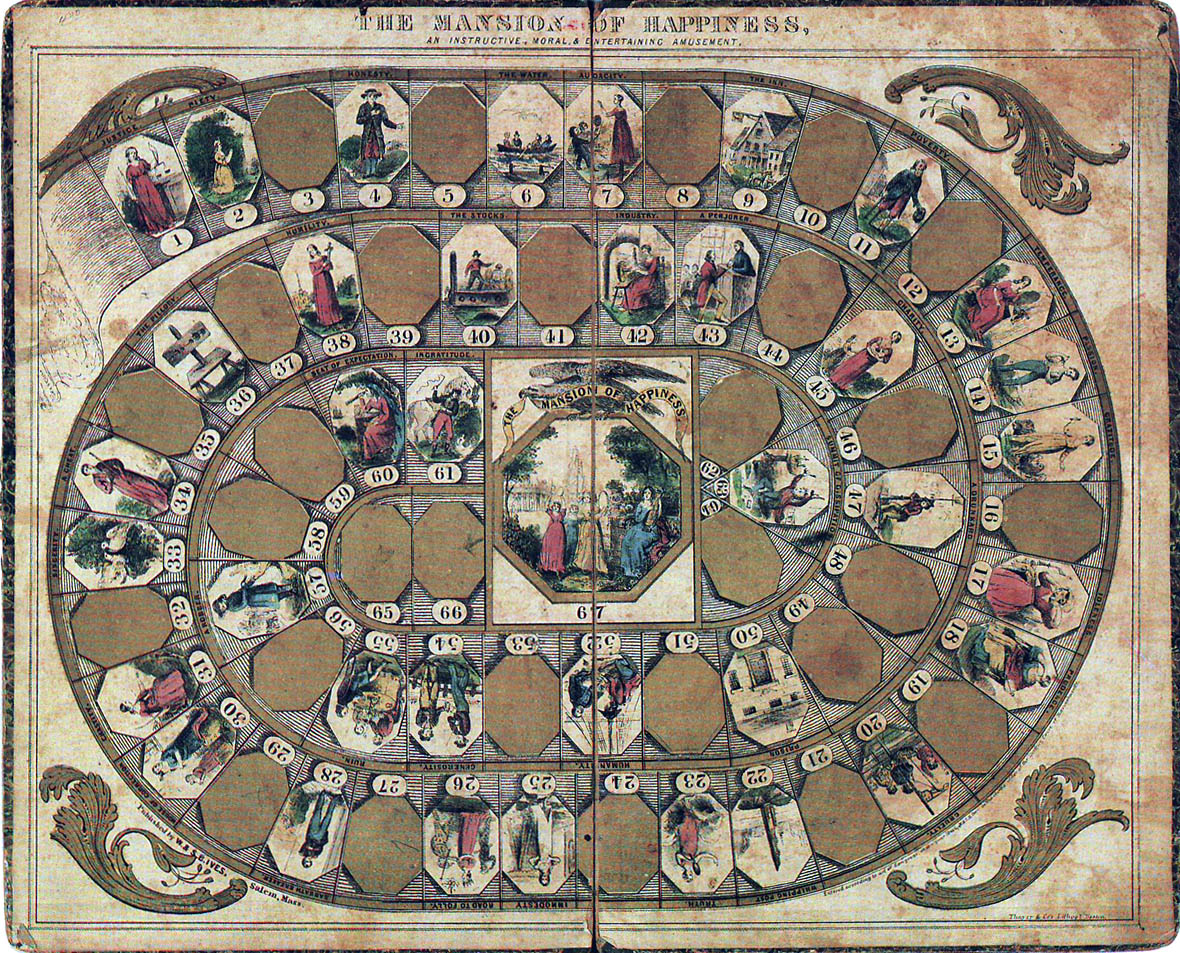
The Mansion of Happiness (1843)

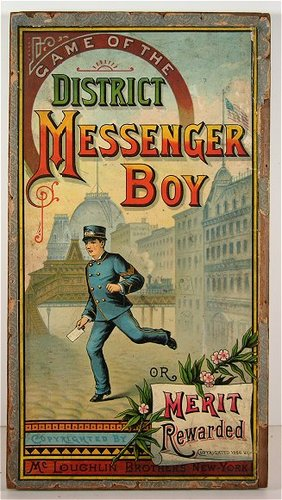
Game of the District Messenger Boy (1886)

### Các nơi khác trên thế giới
Bên ngoài Châu Âu và Hoa Kỳ, nhiều trò chơi trò chơi bàn cờ truyền thống rất phổ biến. Ở Trung Quốc, cờ vây và nhiều biến thể khác của cờ vua rất phổ biến. Ở Châu Phi và Trung Đông, Mancala là một dạng trò chơi bàn cờ nổi tiếng với rất nhiều biến thể theo khu vực. Ở Ấn Độ, một trò chơi cộng đồng có tên là Carrom rất phổ biến.

### Thế kỷ 21

Số lượng trò chơi trò chơi bàn cờ xuất bản theo năm (1944–2017), như liệt kê trên BoardGameGeek. Các bộ mở rộng cho các trò chơi hiện có được đánh dấu bằng màu cam.

Từ cuối thập niên 1990 trở đi, các trò chơi bàn cờ đã chứng tỏ sự tăng trưởng thị trường đáng kể. Điều này chủ yếu được cho là nhờ vào Internet, một trong những yếu tố chính, đã giúp mọi người dễ dàng tìm hiểu thêm về các trò chơi cũng như tìm đối thủ dễ dàng hơn, cũng như sự gia tăng chung về thời gian giải trí và chi tiêu của người tiêu dùng dành cho giải trí.

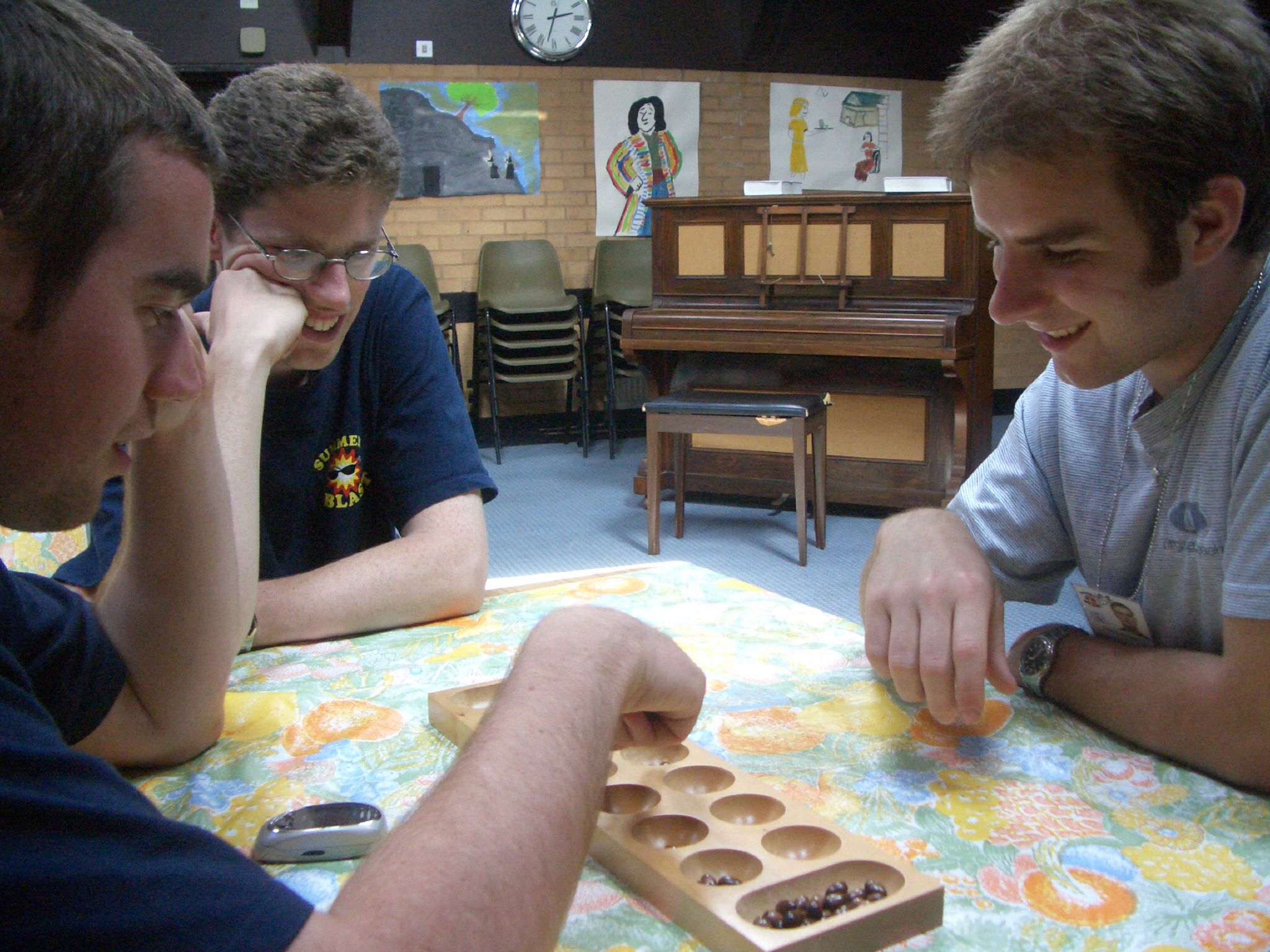
Chơi Mancala, tương tự như Ô ăn quan

Vào khoảng thập niên 2000, ngành công nghiệp trò chơi bàn cờ bắt đầu phát triển đáng kể với rất nhiều công ty sản xuất số lượng lớn các trò chơi mới để bán cho lượng khách hàng ngày càng tăng trên toàn thế giới.
Trong thập niên 2010, một số nhà xuất bản gọi trò chơi bàn cờ đang có một Kỷ nguyên Vàng mới, mặc dù một số người chơi cờ thích gọi nó là 'thời kỳ phục hưng', vì Kỷ nguyên vàng vừa được định nghĩa trước vừa là một thuật ngữ chung. Các địa điểm chơi trò chơi bàn cờ cũng ngày càng phổ biến; trong năm 2016, hơn 5.000 quán cà phê trò chơi trên bàn cờ đã mở cửa chỉ riêng ở Hoa Kỳ. Ở Trung Quốc, các quán cà phê trò chơi bàn cờ được báo cáo là rất phổ biến.

## Nghiên cứu về chơi trò chơi
Xuất hiện thêm một lĩnh vực nghiên cứu chuyên biệt về trò chơi được gọi là nghiên cứu trò chơi hoặc ludology.

## Thể loại
Có một số cách phân loại trò chơi bàn cờ và có thể tồn tại những game chéo nhau, do đó trò chơi sẽ thuộc về một về một số thể loại. Sau đây là danh sách một số loại phổ biến nhất:
- Trò chơi chiến lược trừu tượng – ví dụ: Cờ vua, cờ đam, cờ vây, cờ Othello, cờ tafl, hoặc các trò chơi hiện đại như Abalone, Dameo, Stratego, Hive, hoặc GIPF
- Trò chơi căn chỉnh– ví dụ: Renju, Gomoku, Connect6, Nine men's morris, hoặc Tic-tac-toe
- Trò chơi đấu giá – ví dụ:. Hoity Toity, Power Grid
- Biến thể cờ vua – các biến thể truyền thống, v.d. shogi, xiangqi, hoặc janggi; các biến thể hiện đại, v.d. Chess960, Grand Chess,Hexagonal chess, hoặc Alice Chess
- Trò chơi cấu trúc - ví dụ: Lines of Action, Hexade, hoặc  Entropy
- Trò chơi kết nối s - ví dụ: TwixT, Hex, hoặc Havannah
- Trò chơi hợp tác - ví dụ: Max the Cat,  Caves and Claws, hoặc Pandemic
- Trò chơi đếm và bắt – ví dụ: trò chơi mancala
- Trò chơi dấu chéo và vòng tròn - ví dụ: Yut, Ludo, hoặc Aggravation
- Trò chơi khấu trừ - ví dụ:  Mastermind hoặc Black Box
- Trò chơi Dexterity – ví dụ: Tumblin' Dice hoặc Pitch Car
- Trò chơi mô phỏng kinh tế – ví dụ: The Business Game, Monopoly, The Game of Life hoặc Power Grid
- Trò chơi giáo dục – ví dụ: Arthur Saves the Planet, Cleopatra and the Society of Architects, hoặc Shakespeare: The Bard Game
- Trò chơi loại bỏ – ví dụ: cờ đam, Alquerque, Fanorona, Yoté, hoặc Surakarta
- Trò chơi gia đình – ví dụ: Roll Through the Ages, Birds on a Wire, hoặc For Sale
- Trò chơi giả tưởng - ví dụ: Shadows Over Camelot
- Trò chơi board game kiểu Đức hoặc Eurogames - ví dụ: Catan, Carcassonne, Decatur • The Game, Carson City, hoặc Puerto Rico
- Trò chơi đoán - ví dụ: Pictionary hoặc Battleship
- Trò chơi chuyển động ẩn - ví dụ: Clue hoặc Escape from the Aliens in Outer Space
- Trò chơi đóng vai ẩn - ví dụ: Mafia hoặc The Resistance
- Trò chơi mô phỏng lịch sử - ví dụ: Through the Ages hoặc Railways of the World
- Trò chơi kinh dị – ví dụ: Arkham Horror[12][13]
- Trò chơi nhiều người chơi lớn - ví dụ: Take It Easy hoặc Swat (2010)
- Trò chơi học tập/giao tiếp không cạnh tranh - ví dụ: The Ungame (1972)
- Trò chơi mancala - ví dụ: Wari, Oware hoặc The Glass Bead Game
- Trò chơi nhiều người chơi - ví dụ: Risk, Monopoly, hoặc Four-player chess
- Trò chơi âm nhạc - ví dụ: Spontuneous
- Trò chơi đàm phán - ví dụ:  Diplomacy
- Trò chơi giấy và bút chì - ví dụ: Tic-tac-toe hoặc Dots and Boxes
- Trò chơi kỹ năng thể chất - ví dụ: Camp Granada
- Các trò chơi vị trí (không bị bắt; giành chiến thắng bằng cách để đối thủ không thể di chuyển) - ví dụ: Kōnane, mū tōrere, hoặc L game
- Trò chơi đua xe - ví dụ: Pachisi, backgammon, Snakes and Ladders, Hyena chase, hoặc Worm Up
- Trò chơi nhập vai - ví dụ: Dungeons & Dragons
- Trò chơi Roll-and-move ví dụ: Monopoly hoặc Life
- Trò chơi chiến đấu chạy - ví dụ: Bul
- Trò chơi cổ phiếu (người chơi mua cổ phần ở các vị trí của nhau) - thường là trò chơi quản lý kinh tế, ví dụ: Acquire hoặc Panamax
- Trò chơi giải đố một người chơi - ví dụ: peg solitaire hoặc Sudoku
- Trò chơi phát triển tinh thần (trò chơi không có kẻ thắng người thua) - ví dụ: Transformation Game hoặc Psyche's Key
- Trò chơi kể chuyện - ví dụ: Dixit  hoặc Tales of the Arabian Nights
- Trò chơi xếp chồng - ví dụ: Lasca hoặc  DVONN
- Trò chơi lãnh thổ - ví dụ: Cờ vây hoặc Cờ Othello
- Trò chơi theo ô - ví dụ: Carcassonne, Scrabble, Tigris and Euphrates, hoặc Evo
- Trò chơi xe lửa - ví dụ: Ticket to Ride, Steam , hoặc 18xx
- Trò chơi Trivia - ví dụ: Trivial Pursuit
- Trò chơi theo chủ đề chỉ dành cho hai người chơi - ví dụ: En Garde hoặc Dos de May
- Trò chơi lực lượng không ngang hàng (hoặc "săn") - ví dụ: ox and Geese hoặc Tablut
- Wargames - từ Risk, Diplomacy, hoặc Axis & Allies, hoặc Attack! hoặc Conquest of the Empire
- Trò chơi chữ - ví dụ: Scrabble, Boggle, Đảo ngữ, hoặc What's My Word? (2010)

## Bảng chú giải thuật ngữ
Mặc dù nhiều trò chơi bàn cờ đều có biệt ngữ riêng, nhưng có một thuật ngữ tổng quát để mô tả các khái niệm áp dụng cho cơ chế trò chơi cơ bản và các thuộc tính chung cho gần như tất cả các trò chơi bàn cờ.

## Bài đọc thêm
- Austin, Roland G. "Greek Board Games." Antiquity ngày 14 tháng 9 năm 1940: 257–271
- Bell, R. C. (1983). The Boardgame Book. Exeter Books. ISBN 978-0-671-06030-5.
- Bell, R. C. (1979) [1st Pub. 1960, Oxford University Press, London]. Board and Table Games From Many Civilizations. Quyển I . Dover Publications Inc. ISBN 978-0-671-06030-5.
- Bell, R. C. (1979) [1st Pub. 1969, Oxford University Press, London]. Board and Table Games From Many Civilizations. Quyển II . Dover Publications Inc. ISBN 978-0-671-06030-5.
- Diagram Group (1975). Midgley, Ruth (biên tập). The Way to Play. Paddington Press Ltd. ISBN 978-0-8467-0060-9.
- Falkener, Edward (1961) [1892]. Games Ancient and Oriental and How to Play Them. Dover Publications Inc. ISBN 978-0-486-20739-1.
- Fiske, Willard. Chess in Iceland and in Icelandic Literature—with historical notes on other table-games. Florentine Typographical Society, 1905.
- Gobet, Fernand; de Voogt, Alex & Retschitzki, Jean (2004). Moves in mind: The psychology of board games. Psychology Press. ISBN 978-1-84169-336-1.
- Golladay, Sonja Musser,  "Los Libros de Acedrex Dados E Tablas: Historical, Artistic and Metaphysical Dimensions of Alfonso X’s Book of Games" (PhD diss., University of Arizona, 2007)
- Gordon, Stewart (July–August 2009). "The Game of Kings". Saudi Aramco World. Quyển 60 số 4. Houston: Aramco Services Company. tr. 18–23. Bản gốc lưu trữ ngày 20 tháng 7 năm 2009. (PDF version)
- Grunfeld, Frederic V. (1975). Games of the World. Holt, Rinehart and Winston. ISBN 978-0-03-015261-0.
- Mohr, Merilyn Simonds (1997). The New Games Treasury. Houghton Mifflin Company. ISBN 978-1-57630-058-9.
- Murray, H. J. R. (1913). A History of Chess . Oxford University Press. ISBN 978-0-19-827403-2.
- Murray, H. J. R. (1978). A History of Board-Games other than Chess . Hacker Art Books Inc. ISBN 978-0-87817-211-5.
- Parlett, David (1999). The Oxford History of Board Games. Oxford University Press Inc. ISBN 978-0-19-212998-7.
- Pritchard, D. B. (1982). Brain Games. Penguin Books Ltd. ISBN 978-0-14-005682-2.
- Pritchard, David (1994). The Family Book of Games. Brockhampton Press. ISBN 978-1-86019-021-6.
- Rollefson, Gary O., "A Neolithic Game Board from Ain Ghazal, Jordan", Bulletin of the American Schools of Oriental Research, No. 286. (May 1992), pp. 1–5.
- Sackson, Sid (1983) [1st Pub. 1969, Random House, New York]. A Gamut of Games. Arrow Books. ISBN 978-0-09-153340-3.
- Schmittberger, R. Wayne (1992). New Rules for Classic Games. John Wiley & Sons Inc. ISBN 978-0-471-53621-5.
  - Reprint: Random House Value Publishing, 1994. ISBN 0-517-12955-8